# Shannonomyia selkirkiana
Shannonomyia selkirkiana är en tvåvingeart som beskrevs av Alexander 1952. Shannonomyia selkirkiana ingår i släktet Shannonomyia och familjen småharkrankar. Inga underarter finns listade i Catalogue of Life.